# Многоходовочка!
Многоходовочка! — четвёртый студийный альбом Васи Обломова, выпущенный в 2014 году. Альбом состоит из тринадцати песен, в том числе, на стихи Иосифа Бродского и Сергея Есенина. После выхода, стартовал на седьмой строчке чарта продаж российского iTunes Store. Входит в десятку лучших альбомов 2014 года по версии журнала «Коммерсантъ».

## Об альбоме
Денис Ступников в своей рецензии на сайте km.ru называет альбом самым пессимистичным релизом артиста. Презентация предыдущего альбома Васи Обломова проходила в доме-музее Чехова. В этом альбоме классик так же не был оставлен без внимания — его высказывание о жизни в Таганроге было использовано в качестве эпиграфа.
Как и в прошлых альбомах, в первой песне Вася обращается к слушателю. Однако здесь в песне «ИМХО» он пытается перечислить все претензии слушателей, которые к нему возникали: в нигилизме, в отказе петь патриотические песни, в дружбе с Собчак и Ефремовым, в отсутствии позитива. Как бы идя на поводу у слушателя, в следующей песне «Человек хороший» он рассказывает о жителе Москвы, который на протяжении песни помогает всем, кого встречает на своём пути. Несмотря на весь её позитивный настрой, Денис Ступников замечает, что если бы альбом состоял только из таких песен, он мог бы наскучить уже после второго-третьего трека. В песне «Доброта» говорится уже обо всём русском народе, и здесь Вася переходит на сарказм, упрекая его в расстреле царской семьи, называя при этом «добрым и мудрым».
В песне «Национальная идея» рассказывается о поиске этой самой идеи в сказочном антураже. По мнению Алексея Мажаева, это является отсылкой к тому, что плохой конец уже никого не пугает. В конце песни Вася резюмирует, что национальная идея состоит в том, чтобы сломать всё, что попадается на глаза: кулаков, нэпманов, большевиков.
В качестве источника Васиного пессимизма Денис Ступников называет отсутствие сопричастности народу: «„Человек хороший“ сам по себе, а все остальные — отдельно».
По мнению Алексея Мажаева, альбом является отражением настроения современных россиян. Критик хвалит умение Васи Обломова высказываться с юмором на самые безысходные темы.

## Список композиций
| №   | Название                                      | Длительность |
| --- | --------------------------------------------- | ------------ |
| 1.  | «ИМХО»                                        | 4:15         |
| 2.  | «Человек хороший»                             | 2:32         |
| 3.  | «Доброта»                                     | 1:56         |
| 4.  | «Трагедия»                                    | 2:57         |
| 5.  | «Wi-Fi»                                       | 2:00         |
| 6.  | «Многоходовочка»                              | 2:22         |
| 7.  | «Грёбаный стыд» (при участии Гарика Сукачёва) | 3:47         |
| 8.  | «У чувства отчаяния нету срока»               | 1:37         |
| 9.  | «Национальная идея»                           | 4:15         |
| 10. | «Пора валить»                                 | 1:29         |
| 11. | «Письмо Санта-Клаусу»                         | 3:51         |
| 12. | «Когда-нибудь»                                | 3:03         |
| 13. | «Грубым даётся радость»                       | 4:01         |